# Wake Up (Eliot Vassamillet)
Wake Up è il singolo di debutto del cantante belga Eliot Vassamillet, pubblicato il 28 febbraio 2019 su etichetta discografica Sony Music Entertainment Belgium.
Il brano è stato selezionato internamente dall'ente radiotelevisivo della regione belga della Vallonia, RTBF, per rappresentare il paese all'Eurovision Song Contest 2019 a Tel Aviv, in Israele. È stato scritto e composto da Pierre Dumoulin, già autore di City Lights, il brano che nell'edizione del 2017 ha regalato al Belgio un 4º posto.
A Tel Aviv è esibito nella prima semifinale del 14 maggio, ma non si è qualificato per la finale, piazzandosi 13º su 17 partecipanti con 70 punti totalizzati, di cui 20 dal televoto e 50 dalle giurie.

## Tracce
Download digitale
1. Wake Up – 2:59

## Classifiche
| Classifica (2019) | Posizione massima |
| ----------------- | ----------------- |
| Belgio (Fiandre)  | 35                |
| Belgio (Vallonia) | 27                |
| Lituania          | 77                |